# Museo di arte turca e islamica
Il Museo di arte turca e islamica (in turco Türk ve İslam Eserleri Müzesi) è un museo di Istanbul in Turchia, situato nella piazza Sultanhamet, di fronte all'Ippodromo di Costantinopoli. Costruito nel 1524, era la residenza ufficiale di Pargali Ibrahim Pasha, primo Gran Visir nominato dal sultano Solimano il Magnifico.
La collezione esposta comprende esempi rari di calligrafia islamica, tappeti orientali e materiale etnografico, particolarmente riferentesi a gruppi nomadi ed alla cultura turca in generale. Il materiale è esposto raggruppato per periodo storico e per regioni di provenienza.